# Papua sud-occidentale
La Papua Sud-Occidentale (in indonesiano: Papua Barat Daya) è una provincia a statuto speciale dell'Indonesia, creata nel 2022, situata nell'isola della Nuova Guinea. Nonostante sia denominata Sud-Occidentale, questa provincia in realtà è situata nella parte nord-occidentale dell'isola. Si estende per 39 167 km² e la sua capitale è Sorong.

## Geografia
La provincia è stabilita all'estremità occidentale della Papua indonesiana, al confine con le province della Papua occidentale e delle Molucche settentrionali. Da esso dipende amministrativamente l'arcipelago di Raja Ampat, che secondo alcuni operatori turistici racchiude la più ricca biodiversità marina del mondo.

## Storia
Il 17 novembre 2022 il Consiglio di Rappresentanza del Popolo ha adottato una legge che istituisce la nuova provincia staccandola dalla Papua Occidentale in modo che la divisione avvenga prima delle elezioni generali indette nel febbraio 2024. La nuova provincia è stata istituita ufficialmente il 9 dicembre 2022.

## Suddivisione
La provincia è divisa in cinque reggenze (kabupaten) e una città (kota):
- Maybrat
- Raja Ampat
- Sorong (kota)
- Sorong
- Sorong Meridionale
- Tambrauw